# Mischonyx anomalus
Mischonyx anomalus is een hooiwagen uit de familie Gonyleptidae.